# Koronoúda
Koronoúda är en ort i Grekland.   Den ligger i prefekturen Nomós Kilkís och regionen Mellersta Makedonien, i den norra delen av landet, 300 km norr om huvudstaden Aten. Koronoúda ligger 398 meter över havet och antalet invånare är 322.
Terrängen runt Koronoúda är kuperad österut, men västerut är den platt. Terrängen runt Koronoúda sluttar brant västerut. Runt Koronoúda är det ganska glesbefolkat, med 26 invånare per kvadratkilometer. Närmaste större samhälle är Kilkis, 10,6 km väster om Koronoúda. == Kommentarer ==
1. ↑  Framräknat ur höjduppgifter (DEM 3") från Viewfinder Panoramas.[2] Mer om algoritmen finns här: Användare:Lsjbot/Algoritmer.
2. ↑  Framräknat ur variansen i alla höjduppgifter (DEM 3") från Viewfinder Panoramas, inom 10 km radie.[2] Mer om algoritmen finns här: Användare:Lsjbot/Algoritmer.